# Avaluació ambiental estratègica
L'avaluació ambiental estratégica (AAE) o avaluació de plans i programes, com també se la coneix en l'àmbit de la UE, és l'instrument tècnic i administratiu que té com a objecte garantir la integració dels valors i els criteris ambientals en la preparació, l'aprovació i el seguiment dels plans i els programes que poden tenir efectes significatius per al medi ambient. Té un caràcter eminentment preventiu i anticipatiu, permet incorporar adequadament els condicionants ambientals en l'adopció de decisions estratègiques, considerar els impactes acumulatius derivats de la concurrència amb altres plans i programes, i establir un marc ambiental adient per als plans i els projectes derivats que calgui executar posteriorment.
L'aplicació de l'AAE és obligatòria en tots els estats membres de la UE des de l'any 2004.
A Catalunya es regeix per la Llei 6/2009, de 28 d'abril, d'avaluació ambiental de plans i programes. L'avaluació ambiental és una part integrant del procés de formulació del pla o programa i correspon al promotor de fer-la. Per aquest motiu, és important incorporar als equips tècnics redactors –des de l'inici dels treballs– professionals amb coneixements i capacitat per integrar adequadament els requeriments ambientals en les decisions relatives a l'elaboració i la tramitació dels plans i programes, i també per redactar els documents d'avaluació ambiental del pla (informe de sostenibilitat ambiental preliminar, informe de sostenibilitat ambiental i memòria ambiental).

## Plans i programes sotmesos a avaluació ambiental
La Directiva 2001/42/CE disposa que cal aplicar l'avaluació ambiental als plans i programes relatius a diverses matèries (agricultura, silvicultura, pesca, energía, indústria, transport, gestió de resídus o de recursos hídrics, telecomunicacions, turisme, ordenació del territori urbà o rural o utilització del sòl), quan estableixin el marc per a l'autorització en el futur de projectes sotmesos a algun procediment d'avaluació d'impacte ambiental d'acord amb els annexos 1 i 2 de la Directiva 85/337/CEE. Quan es tracti de plans o programes de característiques anàlogues però relatius a altres matèries distintes de les esmentades anteriorment, la seva possible subjecció podrà ser determinada amb caràcter general per la legislació dels estats membres o bé caldrà determinar-la cas a cas.
Així mateix, han de ser objecte d'avaluació ambiental aquells altres plans o programes que puguin produir efectes apreciables en espais de la xarxa Natura 2000, d'acord amb el que disposen els articles 6 i 7 de la Directiva 92/42/CEE (Directiva d'hàbitats).
A Catalunya, els supòsits d'aplicació de procediments d'avaluació ambiental són especificats als articles 6 al 9 i a l'annex 1 de la Llei 6/2009, de 28 d'abril, d'avaluació ambiental de plans i programes.

## Procediment
El procediment d'avaluació ambiental s'integra en la tramitació pròpia de cada tipus de pla o programa, unificant en la mesura possible els tràmits i les consultes per tal d'evitar duplicitats i assolir la màxima simplificació administrativa.
En aquest context, a Catalunya el procediment d'avaluació ambiental comporta el procés següent:

### 1a fase
En l'etapa inicial de la redacció d'un pla o programa, el promotor presenta l'informe de sostenibilitat ambiental preliminar al Departament de Territori i Sostenibilitat, el qual, en el cas dels plans d'urbanisme, ha d'anar integrat en un avanç de pla.
L'òrgan ambiental du a terme, durant un mes, les consultes preceptives a les administracions públiques afectades i el públic interessat. Finalitzades les consultes, en el termini d'un mes, emet el document de referència. El document de referència determina el contingut de la informació que cal tenir en compte en l'informe de sostenibilitat ambiental (ISA) i estableix els principis de sostenibilitat, els objectius ambientals, els criteris i els indicadors que cal aplicar en l'elaboració, la modificació i l'avaluació del pla o programa.

### 2a fase
Una vegada finalitzada la redacció del pla o programa aquest (amb l'informe de sostenibilitat ambiental incorporat) ha de ser sotmès a informació pública durant un termini mínim de 45 dies; paral·lelament cal consultar les administracions públiques afectades i el públic interessat.

### 3a fase
Abans de l'aprovació final del pla o programa, el promotor l'ha de presentar al Departament de Territori i Sostenibilitat, juntament amb la memòria ambiental i altres documents. En el termini de tres mesos l'òrgan ambiental verifica la proposta de pla o programa i emet una resolució sobre la memòria ambiental.
Correspon a l'òrgan competent per aprovar el pla o programa prendre en consideració l'informe de sostenibilitat ambiental, la memòria ambiental i l'acord de l'òrgan ambiental, per adoptar la decisió que correspongui. Aquesta presa en consideració s'ha de fer constar en l'acord d'aprovació mitjançant una declaració específica en què, en cas de discrepàncies amb els resultats de l'avaluació ambiental, cal justificar-ne els motius i les mesures adoptades.

## Relació amb l'avaluació d'impacte ambiental
L'avaluació d'impacte ambiental s'aplica a instruments de caràcter projectual (és a dir, directament executables sense necessitat d'altres projectes posteriors) quan, d'acord amb la legislació específica, són susceptibles de produir repercussions importants sobre el medi ambient.
Tanmateix, sovint aquestes repercussions són conseqüència de decisions estratègiques adoptades prèviament a la formulació del projecte (fases de planificació i programació), que poden resultar del tot determinants. L'avaluació ambiental de plans i programes permet integrar les variables ambientals en aquestes fases preliminars, considerar-ne els efectes potencials conjuntament amb els d'altres actuacions concurrents i també orientar ambientalment la formulació dels futurs projectes i la seva avaluació.
En el cas de projectes o d'activitats que desenvolupin plans o programes que s'hagin sotmès al procediment d'avaluació ambiental de plans i programes, l'estudi d'impacte ambiental que s'ha d'elaborar ha de recollir, necessàriament, les determinacions ambientals que estableix el pla o programa.